# John Coyle
John C. Coyle (né le 28 septembre 1932, et mort le 14 mai 2016) est un footballeur international écossais, qui évoluait au poste d'attaquant.

## Carrière
Après avoir joué à Dundee United, il rejoint le Clyde FC et remporte la coupe d'Écosse en 1958, en inscrivant le seul but de la finale contre Hibernian. Il joue 64 matchs en première division écossaise avec Clyde, marquant 45 buts.
Ses performances lui permettent d'intégrer le groupe qui participe au mondial 58 en Suède, mais il ne participe à aucun match sous le maillot de l'Écosse, ni cet été là, ni à un autre moment.

## Palmarès
- Vainqueur de la Coupe d'Écosse en 1958 avec le Clyde FC